# Stößen
Stößen ist eine Stadt im Burgenlandkreis in Sachsen-Anhalt. Sie ist nach Einwohnern die neuntkleinste Stadt Deutschlands (Stand: 31. Dezember 2022).

## Geografie

### Geografische Lage
Stößen liegt zwischen Naumburg (Saale), Zeitz und Weißenfels. Die Stadt gehört der Verbandsgemeinde Wethautal an.

### Nachbargemeinden
Im Norden grenzt Teuchern, im Südosten Meineweh, im Süden Osterfeld und im Südwesten Mertendorf an die Gemeinde Stößen.

### Gemeindegliederung
Als Ortsteile der Stadt sind Nöbeditz und Priestädt ausgewiesen.

## Geschichte

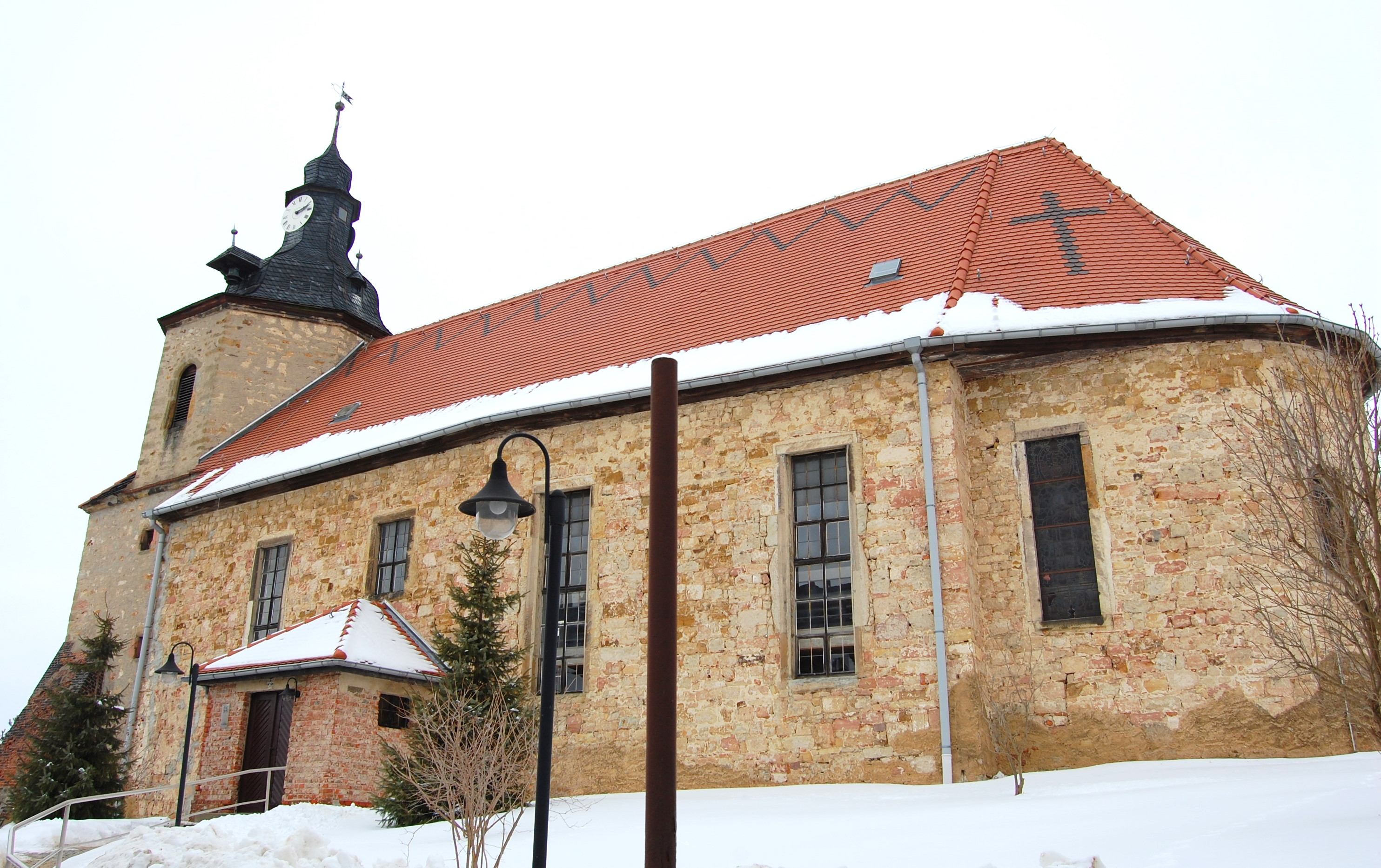
Sankt-Petri-Kirche

Im Gräberfeld von Stößen wurde ein Spangenhelm aus der Merowingerzeit gefunden, was auf eine wichtige Stellung des Ortes in sehr früher Zeit hinweist. Im Jahre 968 wurde Stößen erstmals erwähnt. Im selben Jahr kam der Ort an das Bistum Zeitz. Im Jahr 1088 wurde der Ort durch Wiprecht von Groitzsch zerstört. 1287 wurde Stößen urkundlich als „oppidum stosene“ (dt. Stadt Stößen) erwähnt. 1578 wurde mit dem Neuaufbau des 1573 eingestürzten Kirchturms begonnen. 1598 brach in Stößen die Pest aus; 47 Menschen starben innerhalb von vier Monaten an der Seuche. 1607 wurde die größte der drei Stößner Kirchenglocken gegossen. 1608 wütete im Ort erneut die Pest. 1617 sind urkundlich Wochen- und Jahrmärkte bestätigt. Im Dreißigjährigen Krieg wurde Stößen 1637 von Kaiserlichen Truppen gebrandschatzt. 1737 zerstörte ein durch Brandstiftung hervorgerufenes Feuer einen großen Teil des Ortes. 1817 wurde die Verbindungsstraße Naumburg–Zeitz erstmals befestigt. Im Jahr 1837 hatte Stößen 130 Häuser und 840 Einwohner. 1858 wurde der Grundstein für die Zuckerfabrik gelegt. 1907 hatte Stößen 1263 Einwohner, Ende der 1930er Jahre 1366 Einwohner, und gehörte zum Landkreis Weißenfels in der preußischen Provinz Sachsen. Am 2. November 1947 erfolgte die Wiedereinweihung der bronzenen Kirchenglocken, die im Zweiten Weltkrieg für Rüstungszwecke abgenommen, aber nie eingeschmolzen wurden.

### Geschichte Nöbeditz
Nöbeditz wurde 1266 erstmals als Nabdicz erwähnt, 1290 als Nobeditz und 1300 als Nibditz genannt. Ursprung für den Ortsnamen ist vermutlich ein slawischer Personenname. Eine andere Deutung erklärt den Namen mit wo man nicht ausspähen kann. Das Dorf bestand aus einem Rittergut und fünf weiteren Häusern. Der Gutsbezirk Nöbeditz wurde 1929 aufgelöst. Damit wurde der Ort nach Stößen eingemeindet.

### Geschichte Priestädt
Priestädt wurde im Jahre 1300 als Bristete und 1378 als Brystete erwähnt. Den Namen leitete man vom mittelhochdeutschen Wort Bri ab, was Brei oder Sumpf bedeutet. Vor seiner Eingemeindung war Priestädt eine selbständige Landgemeinde und gehörte kirchlich der Pfarrei Gröbitz an, wo auch das zuständige Standesamt war. In Priestädt beginnt das Nautschketal.

## Gedenkstätten
- Gedenkstein von 1963 gegenüber der Schule zur Erinnerung an den KPD-Vorsitzenden Ernst Thälmann, der 1944 im KZ Buchenwald ermordet wurde

## Politik

### Stadtrat
Der Stadtrat in Stößen besteht seit der letzten Wahl am 25. Mai 2014 aus 10 Stadträten.
Sitzverteilung im Stadtrat der Stadt Stößen
- Gemeinsam für Stößen (GfS): 8 Sitze
- Miteinander in die Zukunft (MIDZ): 1 Sitz
- Sozialdemokratische Partei Deutschlands (SPD): 1 Sitz

### Bürgermeister
Ehrenamtlicher Bürgermeister der Stadt Stößen ist Horst Schubert. Er wurde im Jahr 2000 das erste Mal in dieses Amt gewählt und zuletzt bei der Wahl am 1. September 2013 mit 64 Prozent der Stimmen bestätigt.

### Wappen
Blasonierung: „Auf goldenem Grund einen Mönch in blauer Kutte, mit blauen Schuhen und braunem Gürtel; in seiner rechten Hand einen silbernen Schlüssel, mit dem Bart nach oben und außen, in seiner linken Hand einen silbernen Hammer mit braunem Stiel, mit dem Kopf nach oben und der Bahn nach außen haltend.“

### Flagge
Die Flagge der Stadt Stößen zeigt in zwei gleichen Längsbahnen die Farben blau und gold (gelb) in der vorstehenden Reihenfolge.

## Wirtschaft und Infrastruktur

### Verkehr
Unmittelbar südlich von Stößen verläuft die Bundesstraße 180, auf der als nächste größere Städte im Südosten Zeitz und im Nordwesten Naumburg (Saale) erreichbar sind. Etwa 2 Kilometer östlich vom Ort liegt die Bundesautobahn 9, die mit der Ausfahrt 21a Naumburg an die Bundesstraße 180 angebunden ist. Zudem liegt die Stadt an der Bahnstrecke Naumburg–Teuchern, auf der allerdings im Dezember 2011 der Personenverkehr eingestellt wurde.

### Windpark

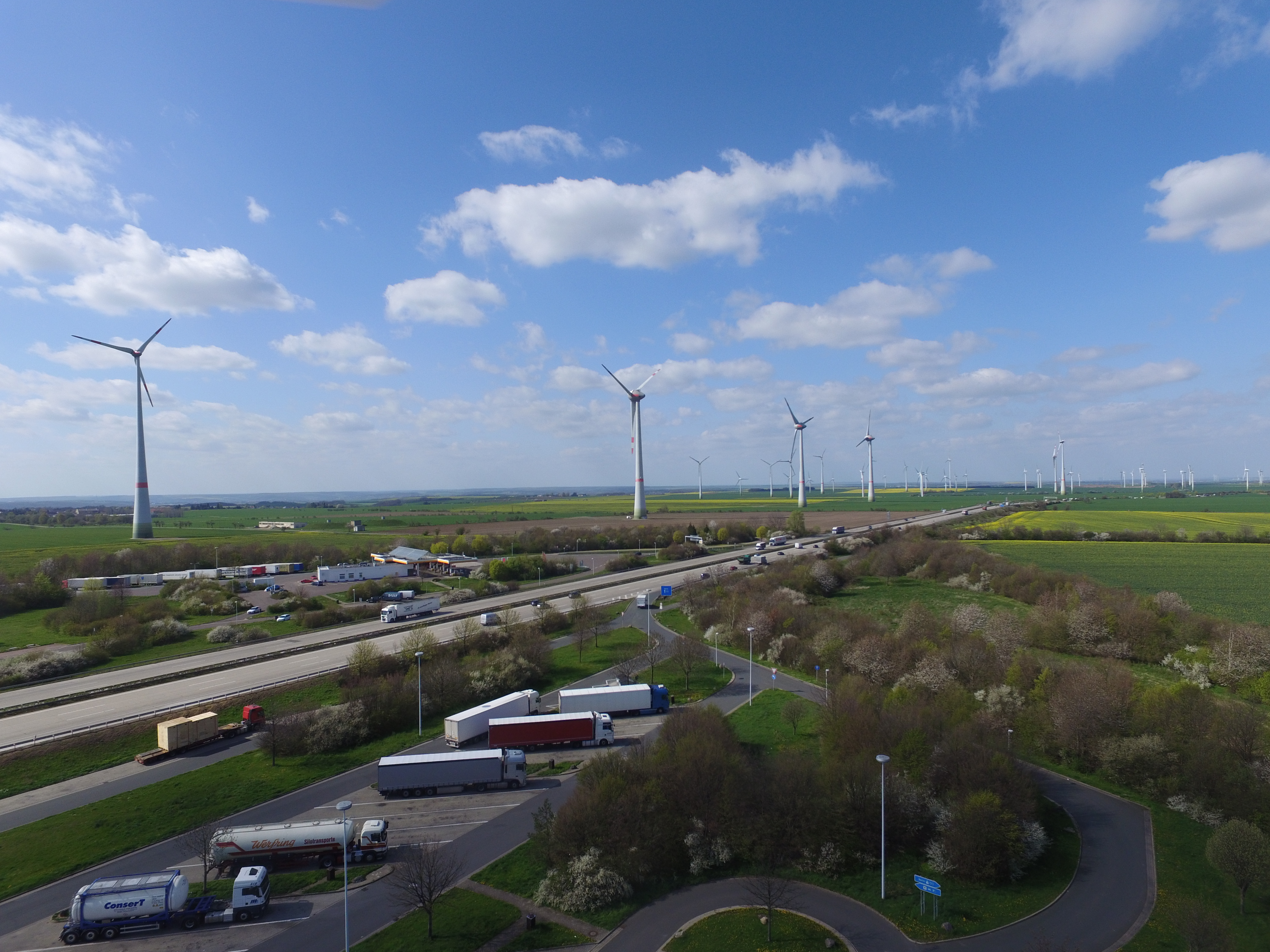
Windpark Stößen, aus Tank- und Rastanlage Osterfeld West betrachtet

In Stößen befindet sich der zurzeit größte Onshore-Windpark Deutschlands mit einer Gesamtleistung von 177,1 MW, der in mehreren Bauphasen errichtet wurde. Die zuletzt errichtete Phase besteht aus drei der leistungsfähigsten Windkraftanlagen der Welt (Stand 2011), der Enercon E-126. Jede der drei Anlagen hat eine Nabenhöhe von 135 Metern, einen Rotordurchmesser von 126 Metern und eine Nennleistung von 6 MW. Errichtet wurden diese Anlagen im Sommer 2010.

## Bauwerke
Bemerkenswert ist die zum Teil aus der Romanik stammende evangelische Sankt-Petri-Kirche. Am südlichen Ortsausgang befindet sich der Wasserturm Stößen.

## Sport
Im HC Burgenland wird Handball gespielt.

## Persönlichkeiten
- Erich Nord (* 1881 in Stößen; † 1935 in Bangkok), Jurist, Publizist, Diplomat und Gesandter